# 176
| [ Edytuj tabelę ] |                           |
| Cesarz Chin       | - 168 Han Lingdi 189      |
| Władca Korei      | - 165 Sindae 179          |
| Papież            | - 175 Eleuteriusz 189     |
| Król Partów       | - 147 Wologazes IV 191    |
| Cesarz Rzymu      | - 161 Marek Aureliusz 180 |

Rok 176 / CLXXVI
stulecia: I wiek ~
II wiek ~
III wiek

lata: 166 «
171 «
172 «
173 «
174 «
175 «
176
» 177
» 178
» 179
» 180
» 181
» 186

## Wydarzenia
- 23 listopada – rzymski cesarz Marek Aureliusz odbył triumf nad Germanami i Sarmatami.
- 27 listopada – Marek Aureliusz ustanowił swojego syna Kommodusa współcesarzem, zrywając w ten sposób z systemem adopcji następców.